# 宋心琦
宋心琦（1928年—2024年6月7日），男，江苏常熟人，中国光化学家、化学教育家，曾任清华大学教授、博士生导师，中国化学会理事长。